# Imager for Magnetopause-to-Aurora Global Exploration
L'Imager for Magnetopause-to-Aurora Global Exploration (IMAGE), a volte citato anche come Explorer 78 o MIDEX 1, è un satellite NASA non più attivo, lanciato nel marzo 2000 per studiare la risposta della magnetosfera terrestre ai cambiamenti del vento solare. L'IMAGE è stato il primo veicolo spaziale del programma Middle Explorer (facente parte del più vasto Programma Explorer) ad essere messo in orbita.

## Struttura
L'IMAGE ha un corpo a forma di prisma a otto facce, avente un diametro di 2,25 m e un'altezza di 1,52 m, e raggiunge un peso di circa 536 kg, di cui 196 costituiti dal suo carico di strumenti scientifici. Ogni faccia della struttura è ricoperta da pannelli fotovoltaici che, al tempo delle operazioni, fornivano al satellite una potenza di 250 W per ricaricare i propri accumulatori al nichel-cadmio. Lungo l'asse del corpo si estendono, in entrambe le direzioni, due antenne da 10 m mentre da quattro delle otto facce si estendono altrettante antenne lunghe 250 m.
Una volta messo in orbita, in particolare in un'orbita polare ellittica, il satellite era stabilizzato utilizzando la tecnica di stabilizzazione di spin, una tecnica di stabilizzazione passiva nella quale lintero veicolo ruota su se stesso in modo che il suo vettore di momento angolare rimanga pressoché fissato nello spazio inerziale. Il movimento di rotazione è stabile se il
satellite gira attorno allasse che ha momento dinerzia massimo. Nel caso dell'IMAGE, tale asse era posto sul piano orbitale e la velocità di rotazione era pari a 0,5 rpm, mentre il controllo d'assetto era garantito da bobine magnetiche e smorzatori di nutazione.

## Strumentazione scientifica
Per raggiungere i suoi obbiettivi di ricerca, l'IMAGE era dotato di cinque strumenti scientifici dedicati:
- High Energy Neutral Atom (HENA), costruito dall'Applied Physics Laboratory della Johns Hopkins University per ottenere immagini di particelle neutre energetiche di energia compresa tra 10 e 500 keV, dopo averne misurato velocità, traiettoria, energia e massa;
- Medium Energy Neutral Atom (MENA), avente lo stesso scopo dell'HENA ma riservato alle particelle neutre di energia compresa tra 1 e 30 keV;
- Low Energy Neutral Atom (LENA), avente lo stesso scopo di HENA e MENA ma riservato alle particelle neutre di energia inferiore a 10 keV;
- Extreme Ultraviolet Imager (EUV), una fotocamera per ottenere immagini nell'ultravioletto estremo costruita dall'Università dell'Arizona;
- Far Ultraviolet Imager (FUV), una fotocamera per ottenere immagini nell'ultravioletto lontano costruita dall'Università della California a Berkeley;
- Radio Plasma Imager (RPI), utile a caratterizzare il plasma della magnetosfera terrestre attraverso immagini nello spettro delle onde radio. L'RPI è di fatto un radar a bassa potenza che opera nella bande di frequenza che contengono le frequenze di risonanza caratteristiche del plasma della magnetosfera terrestre, che vanno da 3 kHz a 3 MHz.[5]

Sia il computer principale di bordo che il processore centrale dei dati strumentali, il CIDP (acronimo di Central Instrument Data Processor), erano stati progettati attorno ai processori RAD6000.

## Lancio e operatività

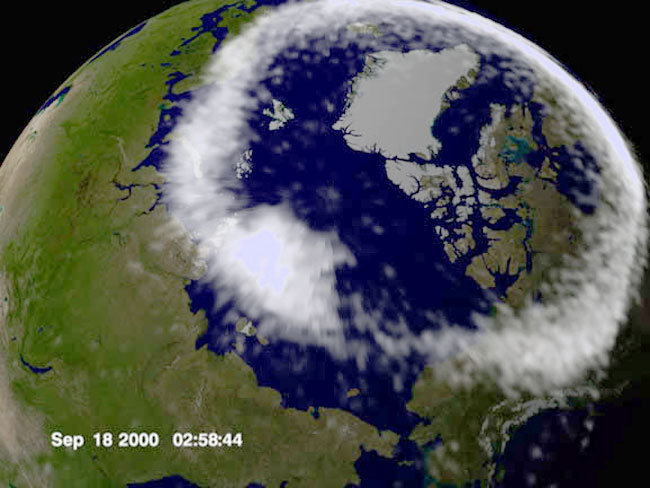
Immagine in falsi colori di un'aurora protonica molto energetica negli ultravioletti. Il fenomeno è dovuto all'eccitazione di particelle derivante dalla collisione con i protoni solari.

L'IMAGE è stato lanciato iL 25 marzo 2000 grazie ad un razzo Delta II decollato dalla base aerea Vandenberg ed è stato posto su un'orbita polare ellittica con un periodo di 14,2 ore. Una volta in orbita il satellite ha iniziato il suo lavoro di osservazione della magnetosfera producendo immagini globali dei plasmi presenti nella magnetosfera più interna. A partire dal 18 dicembre 2005, dopo quasi sei anni di operatività, i dati telemetrici che la sonda avrebbe dovuto inviare durante un passaggio di routine non furono captati. Il motivo del malfunzionamento che ha portato alla cessazione dell'attività del satellite sembra avuto origini nella distribuzione di energia al transponder.

## Risultati
Tra le scoperte più interessanti effettuate da IMAGE c'è il fatto che nella magnetosfera e nella plasmasfera si vengono frequentemente a creare dei varchi, dovuti all'interazione tra il campo magnetico del vento solare e quello terrestre, che possono durare fino a una decina di ore lasciando passare flussi di protoni solari. Tali flussi sono quelli che danno origine alle aurore protoniche altamente energetiche osservate da IMAGE.